# Valencina de la Concepción
Valencina de la Concepción est une commune située dans la province de Séville de la communauté autonome d’Andalousie en Espagne.

## Géographie
| Salteras               |                            | Santiponce              |
| Villanueva del Ariscal | Valencina de la Concepción | Castilleja de Guzmán    |
| Espartinas             | Gines                      | Castilleja de la Cuesta |

## Histoire
Valencina de la Concepción possède un grand gisement chalcolithique, l'un des plus grands d'Espagne. On y trouve le dolmen de Matarrubilla et le dolmen de la Pastora, à l'origine recouverts de terre pour former un tumulus mais aujourd'hui dégagés par l'érosion.
Le site contient notamment une sépulture datée entre 2875 et 2700 av. J.-C. Il s'agit d'un grand tumulus avec une chambre sépulcrale. Un individu, découvert en 2008, est positionné sur le côté droit avec les jambes repliées. D'orientation est-ouest, il est recouvert d'un pigment rouge à base de cinabre et porte un poignard de silex. Cette sépulture rappelle par plusieurs points celles des cultures Yamna et de la céramique cordée. Dans la sépulture étaient présentes une plaque ovale en ivoire africain et une feuille d'or décorée, les deux en forme de sandale. Ces artefacts ressemblent aux formes de sandale gravées sur des stèles anthropomorphes associées à des kourganes de la culture Yamna.
En 2023, l'analyse peptidique de l'amélogénine de l'émail dentaire de l'« Homme d'ivoire » révèle que c'était une femme. Les 25 personnes inhumées dans le tholos de Montelirio, une sépulture partagée distante d'environ 80 m comportant un mobilier funéraire précieux, étaient aussi principalement (peut-être uniquement) des femmes. Cette identification, comme celle de la guerrière viking de Birka, éclairent d'un jour nouveau la hiérarchisation sociale des sociétés anciennes.

## Démographie
| 1996  | 1998  | 1999  | 2000  | 2001  | 2002  | 2003  | 2004  | 2005  |
| ----- | ----- | ----- | ----- | ----- | ----- | ----- | ----- | ----- |
| 5 922 | 6 127 | 6 410 | 6 750 | 6 839 | 6 987 | 7 220 | 7 269 | 7 431 |

| 2006  | 2007  | 2008  | - | - | - | - | - | - |
| ----- | ----- | ----- | - | - | - | - | - | - |
| 7 650 | 7 796 | 7 875 | - | - | - | - | - | - |

## Administration
| Période                                  | Période | Identité | Étiquette | Qualité |
| ---------------------------------------- | ------- | -------- | --------- | ------- |
| N/A                                      | N/A     | N/A      | N/A       | Maire   |
| Les données manquantes sont à compléter. |         |          |           |         |

### Jumelage
- Vauvert (Gard) (France)

## Annexe

### Sources
- (es) Cet article est partiellement ou en totalité issu de l’article de Wikipédia en espagnol intitulé « Valencina de la Concepción » (voir la liste des auteurs).